# Lijst van nummer 1-hits in de UK Singles Chart in 1981
Deze hits stonden in 1981 op nummer 1 in de UK Singles Chart:
| Datum        | Artiest                       | Titel                                |
| ------------ | ----------------------------- | ------------------------------------ |
| 3 januari    | St Winifred's School Choir    | There's no one quite like grandma    |
| 10 januari   | John Lennon                   | Imagine                              |
| 17 januari   | John Lennon                   | Imagine                              |
| 24 januari   | John Lennon                   | Imagine                              |
| 31 januari   | John Lennon                   | Imagine                              |
| 7 februari   | John Lennon                   | Woman                                |
| 14 februari  | John Lennon                   | Woman                                |
| 21 februari  | Joe Dolce Music Theatre       | Shaddap you face                     |
| 28 februari  | Joe Dolce Music Theatre       | Shaddap you face                     |
| 7 maart      | Joe Dolce Music Theatre       | Shaddap you face                     |
| 14 maart     | Roxy Music                    | Jealous guy                          |
| 21 maart     | Roxy Music                    | Jealous guy                          |
| 28 maart     | Shakin' Stevens               | This ole house                       |
| 4 april      | Shakin' Stevens               | This ole house                       |
| 11 april     | Shakin' Stevens               | This ole house                       |
| 18 april     | Bucks Fizz                    | Making your mind up                  |
| 25 april     | Bucks Fizz                    | Making your mind up                  |
| 2 mei        | Bucks Fizz                    | Making your mind up                  |
| 9 mei        | Adam & the Ants               | Stand and deliver                    |
| 16 mei       | Adam & the Ants               | Stand and deliver                    |
| 23 mei       | Adam & the Ants               | Stand and deliver                    |
| 30 mei       | Adam & the Ants               | Stand and deliver                    |
| 6 juni       | Adam & the Ants               | Stand and deliver                    |
| 13 juni      | Smokey Robinson               | Being with you                       |
| 20 juni      | Smokey Robinson               | Being with you                       |
| 27 juni      | Michael Jackson               | One day in your life                 |
| 4 juli       | Michael Jackson               | One day in your life                 |
| 11 juli      | The Specials                  | Ghosttown                            |
| 18 juli      | The Specials                  | Ghosttown                            |
| 25 juli      | The Specials                  | Ghosttown                            |
| 1 augustus   | Shakin' Stevens               | Green door                           |
| 8 augustus   | Shakin' Stevens               | Green door                           |
| 15 augustus  | Shakin' Stevens               | Green door                           |
| 22 augustus  | Shakin' Stevens               | Green door                           |
| 29 augustus  | Aneka                         | Japanese boy                         |
| 5 september  | Soft Cell                     | Tainted love                         |
| 12 september | Soft Cell                     | Tainted love                         |
| 19 september | Adam & the Ants               | Prince Charming                      |
| 26 september | Adam & the Ants               | Prince Charming                      |
| 3 oktober    | Adam & the Ants               | Prince Charming                      |
| 10 oktober   | Adam & the Ants               | Prince Charming                      |
| 17 oktober   | Dave Stewart & Barbara Gaskin | It's my party                        |
| 24 oktober   | Dave Stewart & Barbara Gaskin | It's my party                        |
| 31 oktober   | Dave Stewart & Barbara Gaskin | It's my party                        |
| 7 november   | Dave Stewart & Barbara Gaskin | It's my party                        |
| 14 november  | The Police                    | Every little thing she does is magic |
| 21 november  | Queen & David Bowie           | Under pressure                       |
| 28 november  | Queen & David Bowie           | Under pressure                       |
| 5 december   | Julio Iglesias                | Begin the beguine (Volver a empezar) |
| 12 december  | Human League                  | Don't you want me                    |
| 19 december  | Human League                  | Don't you want me                    |
| 26 december  | Human League                  | Don't you want me                    |

1952 ·
1953 ·
1954 ·
1955 ·
1956 ·
1957 ·
1958 ·
1959 ·
1960 ·
1961 ·
1962 ·
1963 ·
1964 ·
1965 ·
1966 ·
1967 ·
1968 ·
1969 ·
1970 ·
1971 ·
1972 ·
1973 ·
1974 ·
1975 ·
1976 ·
1977 ·
1978 ·
1979 ·
1980 ·
1981 ·
1982 ·
1983 ·
1984 ·
1985 ·
1986 ·
1987 ·
1988 ·
1989 ·
1990 ·
1991 ·
1992 ·
1993 ·
1994 ·
1995 ·
1996 ·
1997 ·
1998 ·
1999 ·
2000 ·
2001 ·
2002 ·
2003 ·
2004 ·
2005 ·
2006 ·
2007 ·
2008 ·
2009 ·
2010 ·
2011 ·
2012 ·
2013 ·
2014 ·
2015 ·
2016 ·
2017 ·
2018 ·
2019 ·
2020 ·
2021
- Nederland (Top 40)
- Nederland (Single Top 100)
- Vlaanderen (Radio 2 Top 30)
- Duitsland
- Verenigd Koninkrijk
- Verenigde Staten (Hot 100)